# Dichaea amparoana
Dichaea amparoana är en orkidéart som beskrevs av Rudolf Schlechter. Dichaea amparoana ingår i släktet Dichaea och familjen orkidéer.
Artens utbredningsområde är Costa Rica. Inga underarter finns listade i Catalogue of Life.